# Palici
I Palìci (in greco antico: Παλικοί?, Palikoi; palìco al singolare) sono una coppia di divinità gemelle ctonie sicule della mitologia sicula, greca e romana. 
Queste divinità erano venerate nella parte orientale della Sicilia antica dove, nell'odierna Piana di Catania, avevano il loro santuario di cui ci parla Diodoro, narrando dei crateri dai quali sgorgavano acque, evidentemente sulfuree, che perennemente ribollivano. Questi crateri, presso i quali sembra che sorgessero are e sontuosi portici, s'identificherebbero con l'odierno lago Naftia, nei pressi di Palagonia, anziché, come altri supposero, con le cosiddette Salinelle presso Paternò. Sono menzionati nelle Metamorfosi di Ovidio e nell'Eneide di Virgilio (quest'ultimo parla sia di un tempio nei pressi del fiume Simeto dedicato ai Palici, sia del vicino bosco di Marte dove il siculo Arcente addestrò nelle armi il figlio).

## Mito
L'origine della mitologia non è certa. Secondo una leggenda i Palici sarebbero due fratelli, figli di Zeus e della ninfa Talia, altri affermano che i Palici erano figli del dio siculo Adranos e della ninfa Etna; ma altri ancora parlano di Efesto. Il mito dei Palici è raccontato nelle Etnee di Eschilo di cui rimangono pochi frammenti. Talora vengono associati ai Cabiri o ai Delli, tra cui è noto l'eroe Pediocrate, cui la popolazione indigena versava offerte per superare le carestie.

## Culto
Il culto dei Palici era incentrato attorno a due piccoli laghi che emettevano vapori sulfurei nelle vicinanze di Mineo e Palagonia che i Siculi ritenevano molto profondi e associati al mondo sotterraneo. Accanto ai laghetti fu costruito il santuario dedicato ai Palici e in seguito, nell'area fu fondata la città sicula di Paliké. Nel santuario si esercitavano il giuramento ordalico, l'oracolo e l'asilo. Il giuramento avveniva attorno alle cavità da cui sgorgavano getti d'acqua. Ivi si poteva stabilire un contatto con la divinità a condizione che il chiamato in giudizio rispettasse un rituale. Il giurante si avvicinava alle cavità e pronunciava la formula del giuramento, iscritta su una tavoletta, che veniva gettata in acqua, se questa non galleggiava l'uomo veniva ritenuto spergiuro e punito con la morte o la cecità. L'oracolo indicava la divinità e il tipo di sacrificio necessario ad ottenere il favore. All'interno del santuario potevano trovare rifugio gli schiavi maltrattati da padroni crudeli. Questi ultimi non potevano portar via con la forza i loro servi, se non dopo aver garantito con un giuramento ai Palici di trattarli umanamente.